# Chrysobothris westcotti
Chrysobothris westcotti es una especie de escarabajo del género Chrysobothris, familia Buprestidae. Fue descrita científicamente por Barr en 1969.
Se encuentra en Oregón.